# 北條時子
北條時子（日语：／ Hōjō Tokiko，？—？）是日本平安時代末期至鎌倉時代前期北條氏一族的女性，鎌倉幕府首任執權北條時政之女，出身自北條氏得宗義時流，御家人足利義兼正室，足利義氏和野田朝氏室等人之母，足利尊氏的先祖。時子是北條政子的同母妹，其他的兄弟姊妹分別是北條宗時、北條義時、北條時房、阿波局和北條政範等等。真名不明，時子亦是流傳下來的稱呼，根據同樣不明。法號是智願院殿。

## 生涯
按《吾妻鏡》記載，治承5年（1181年）2月1日，時子遵照其姊政子之丈夫、首任鎌倉將軍源賴朝之意，嫁給義兼。義兼與賴朝同樣出身自河內源氏義家流，與賴朝是同一門葉，加上義兼之母是賴朝之母的姪女，因此時子嫁予義兼後，義兼與賴朝的關係更為緊密，有助其在幕府取得高位。
賴朝死後，時政將他的女兒分別嫁給其他有力的御家人，例如門葉的阿野全成、稻毛重成、平賀朝雅、畠山重忠和河野通信等人。北條得宗在爭奪幕府權力的過程中逐漸失勢，同時足利氏開始在時子之子義氏一代崛起，儘管北條得宗對幕府的影響不大，但是足利氏在源氏將軍絕嗣後仍然與執權北條氏通婚，代代迎娶北條氏女性為妻，因此足利氏在鎌倉時期均是北條氏所生的嫡子繼承家督。
時子與義兼之間生下後來成為足利氏當主的足利義氏，以及一度為第3任將軍源實朝正室候補人選的熱田大宮司野田朝氏之室等人，早夭的瑠璃王和藥壽御前據稱也是時子之子，而按照系圖畠山義純也是時子所生。
雖然時子的去世年份不明，但是為了憑弔時子而建立的位於栃木縣足利市的法玄寺中的的「蛭子傳說」則指是建久7年（1196年）6月8日。

## 蛭子傳說
有關時子之死，在足利市流傳以下的傳說：有一次義兼前往鎌倉期間，讓時子留在足利莊時，時子在野外飲用了侍女藤野從井拿來的生水，不久後肚子便發漲，形似懷孕婦女。後來，藤野向義兼告發指時子與足利宗綱通姦才懷上孩子，義兼便對時子起疑心，時子留下「我死後你就調查我的身體吧。」的遺言，在建久7年自殺。其後，義兼按照時子的遺言，檢查其遺體時，在其腹部發現大量水蛭，對此義兼後悔莫及，誠心憑弔時子的同時將該口井封掉，並且對藤野處以牛裂之刑。
在昭和年間的工事時，法玄寺發掘出的鎌倉時代五輪塔乃時子之墓，將其稱為御水蛭大人（お蛭子さま），並且獲足利市指定為重要文化財，而在義兼建立的鑁阿寺內亦有與蛭子傳說相關的「蛭子堂（智願寺殿御靈屋）」和不能解封的井（開かずの井戸），作為安產之神受到敬拜，同樣獲足利市指定為有形文化財。
從傳說流傳下來的不同版本中可見，藤野誣告時子可能是因為對忠綱因愛成恨或其實藤野是義兼的側妻。
法玄寺內的「蛭子塚」和鑁阿寺的「蛭子堂」看解說板均指，藤野稱時子的不倫對像是藤姓足利氏的足利又太郎忠綱，忠綱雖然逃走，但是誤信謠言的義兼仍然窮追不捨，並且將其斬殺或逼使其自殺，留下足利市「逆藤天滿宮」的逆生藤天神（逆さ藤天神）的傳說。